# Лебединое (Крым)
Лебеди́ное (до 1948 года Джантуга́н, ранее Бию́к-Джан-Туга́н; укр. Лебедине, крымскотат. Can Tuvğan, Джан Тувгъан) — исчезнувшее село в Джанкойском районе Республики Крым, располагавшееся на севере района, в степной части Крыма, на берегу Сиваша, примерно в 2 км к северу от современного села Рюмшино.

### Динамика численности населения
- 1805 год — 120 чел.[5]
- 1889 год — 9 чел.[6]
- 1900 год — 44 чел.[7]
- 1915 год — —/52 чел.[8][9]
- 1926 год — 135 чел.[10]

## История
Первое документальное упоминание села встречается в фирмане хана Крым-Гирея 1760 года (о разборе хозяйственных дел).
По Камеральному Описанию Крыма… 1784 года в последний период Крымского ханства Джантугай входил в Дип Чонгарский кадылык Карасубазар ского каймаканства. После присоединения Крыма к России (8) 19 апреля 1783 года, (8) 19 февраля 1784 года, именным указом Екатерины II сенату, на территории бывшего Крымского Ханства была образована Таврическая область и деревня была приписана к Перекопскому уезду. После Павловских реформ, с 1796 по 1802 год, входила в Перекопский уезд Новороссийской губернии. По новому административному делению, после создания 8 (20) октября 1802 года Таврической губернии, Биюк-Джантуган был включён в состав Биюк-Тузакчинской волости Перекопского уезда.
По Ведомости о всех селениях в Перекопском уезде состоящих с показанием в которой волости сколько числом дворов и душ… от 21 октября 1805 года в деревне Биюк-Джантуган числилось 18 дворов и 120 крымских татар. На военно-топографической карте генерал-майора Мухина 1817 года селение обозначено, как Чантоган с 7 дворами. После реформы волостного деления 1829 года Джантуган, согласно «Ведомости о казённых волостях Таврической губернии 1829 года», остался в составе Тузакчинской волости. На карте 1836 года в деревне Биюк Джантуган 17 дворов Затем, видимо, вследствие эмиграции крымских татар в Турцию, деревня заметно опустела и на карте 1842 года — Биюк Джантуган обозначен условным знаком «малая деревня», то есть, менее 5 дворов.
В 1860-х годах, после земской реформы Александра II, деревню включили в состав Бурлак-Таминской волости. По обследованиям профессора А. Н. Козловского начала 1860-х годов, в селении «… нет ни колодцев, ни запруд, ни проточных вод», имелись только копани (выкопанная на месте с близким залеганием грунтовых вод яма) глубиной от 3 до 5 саженей (от 6 до 10 м) с солоноватой водой, которая «высыхает совершенно в сухое время». Согласно «Памятной книжке Таврической губернии за 1867 год», деревня стояла покинутая, ввиду эмиграции крымских татар, особенно массовой после Крымской войны 1853—1856 годов, в Турцию и в других доступных источниках середины XIX века не встречается. В «Памятной книге Таврической губернии 1889 года», по результатам Х ревизии 1887 года, числился один Биюк-Джантуган, уже Ишуньской волости, в котором был 1 двор и 9 жителей.
После земской реформы 1890 года деревню отнесли к Богемской волости. По «…Памятной книжке Таврической губернии на 1900 год» на хуторе Джантуган числилось уже 44 жителя в 5 дворах. По Статистическому справочнику Таврической губернии. Ч.II-я. Статистический очерк, выпуск пятый Перекопский уезд, 1915 год, в деревне Джантуган (братьев Важничих) Богемской волости Перекопского уезда числилось 7 дворов (все дворы с землёй) с татарским населением в количестве 52 человек «посторонних» жителей, из которых 21 мужчина и 31 женщина. Жители владели 615 десятинами удобной земли. В хозяйствах имелось 72 лошади, 25 коров и 10 голов мелкого скота.
После установления в Крыму Советской власти, по постановлению Крымревкома от 8 января 1921 года № 206 «Об изменении административных границ» была упразднена волостная система и в составе Джанкойского уезда был создан Джанкойский район. В 1922 году уезды преобразовали в округа. 11 октября 1923 года, согласно постановлению ВЦИК, в административное деление Крымской АССР были внесены изменения, в результате которых округа были ликвидированы, основной административной единицей стал Джанкойский район и село включили в его состав. Согласно «Списку населённых пунктов Крымской АССР по Всесоюзной переписи 17 декабря 1926 года», в селе Джантуган в составе упразднённого к 1940 году Тереклынского сельсовета Джанкойского района, числилось 30 дворов, все крестьянские, население составляло 135 человек, из них 70 русских, 63 украинцев, 2 записаны в графе «прочие». На подробной карте РККА северного Крыма 1941 года в Джантугане отмечено 22 двора.
В 1944 году, после освобождения Крыма от фашистов, 12 августа 1944 года было принято постановление № ГОКО-6372с «О переселении колхозников в районы Крыма» и в сентябре 1944 года в район приехали первые новоселы (27 семей) из Каменец-Подольской и Киевской областей, а в начале 1950-х годов последовала вторая волна переселенцев из различных областей Украины. С 25 июня 1946 года Джантуган в составе Крымской области РСФСР. Указом Президиума Верховного Совета РСФСР от 18 мая 1948 года, Джейтуган (вариант, Джантуган) переименовали в Лебединое. 26 апреля 1954 года Крымская область была передана из состава РСФСР в состав УССР. Время включения в Целинный сельсовет пока не установлено: на 15 июня 1960 года посёлок Лебединое уже числился в его составе. Ликвидирован к 1968 году (согласно справочнику «Крымская область. Административно-территориальное деление на 1 января 1968 года» — в период с 1954 по 1968 годы).